# Policía de la Provincia de Tierra del Fuego

Un patrullero de la Policía de la Provincia de Tierra del Fuego AIAS luego de una importante nevada en la ciudad de Ushuaia

La Policía de Tierra del Fuego, Antártida e Islas del Atlántico Sur, una de las 23 policías provinciales existentes en la Argentina, está a cargo de la seguridad pública de los habitantes de la Provincia de Tierra del Fuego, Antártida e Islas del Atlántico Sur.

## Historia
El 12 de mayo de 1885, el presidente Julio Argentino Roca extendió el nombramiento del primer Jefe de Policía para el Territorio Nacional de la Tierra del Fuego, al capitán de Infantería de Marina Antonio Ambrosio Romero, legajo 11434 EMGE (Estado Mayor General del Ejército).
El 17 de agosto de 2010, el mayor Oscar Nelson Moreira reemplazó a José Ojeda al frente de la fuerza. En septiembre de 2012, el mayor Mario Norberto Marino asumió como Subjefe, luego del retiro voluntario del comisario general Jorge Escalada. En ese cargo, hacia mayo, de 2015, asumió Alberto Dino Manetti.